# Romanèche-Thorins
Romanèche-Thorins eine französische Gemeinde mit 2002 Einwohnern (Stand 1. Januar 2022) im Département Saône-et-Loire in der Region Bourgogne-Franche-Comté.

## Lage
Die Gemeinde liegt im Weinanbaugebiet Beaujolais westlich der Autoroute A 6 (Autoroute du Soleil) und der Saône, ziemlich genau zwischen Belleville und Crêches-sur-Saône auf einer Höhe zwischen 168 und 262 m. Nur wenige Kilometer entfernt, in der Lage Les Thorins, steht auf einem Hügel die einzige in dieser Gegend noch erhaltene, 300 Jahre alte Windmühle, die als Monument historique unter Denkmalschutz steht. Sie ist die Namensgeberin für die Cru-Lage Moulin à Vent.

## Weinbau
Zur Gemeinde gehört ein Teil der 670 ha Anbaufläche des Crus Moulin à Vent, die in Höhen zwischen 250 und 280 m auf hellroten Sandsteinböden über manganhaltigem Granitgestein liegen. Angebaut wird fast ausschließlich die Gamay-Traube, der offizielle Name ist eigentlich Gamay Noir à Jus Blanc (übersetzt: Schwarze Gamay mit weißem Saft). Seit vielen Jahren folgen die Winzer einer alten Tradition, indem sie eine umfangreiche Probe ihres Erzeugnisses im Oktober des Folgejahres zu den Taufsteinen in ihren Kirchen bringen.

## Sehenswürdigkeiten
- L’Hameau de Vin: ein Museum des Weins der besonderen Art. Es wird alles gezeigt, was in der Weinerzeugung eine Rolle spielt, selbst ein Weingarten, der "Clos de la Gare" ist vorhanden. Unter den Amerikanern gilt das Museum als Geheimtipp, weil dort, in der Probierstube, die aber eher ein Probiersaal ist, ein originales Orchestrion aufgebaut ist und zeitgenössische Melodien abspielt. Dazu gehört auch …
- La Gare: der restaurierte Bahnhof mit einem historischen Weinzug.

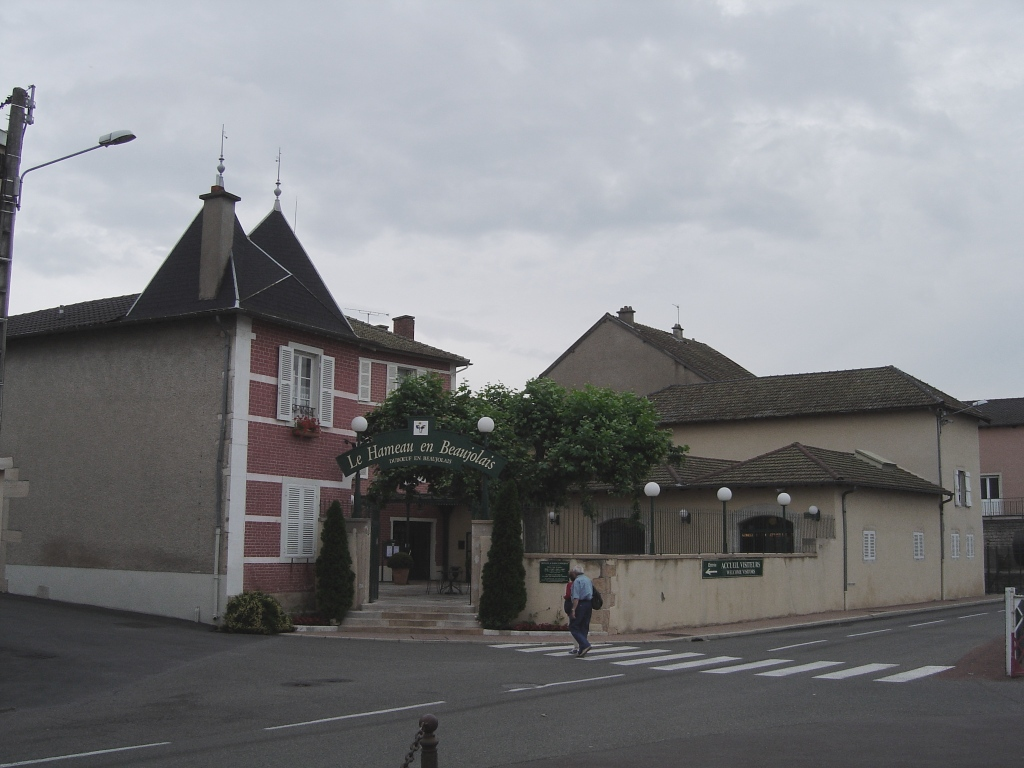
Eingang zum Weindorf in Romanèche-Thorins
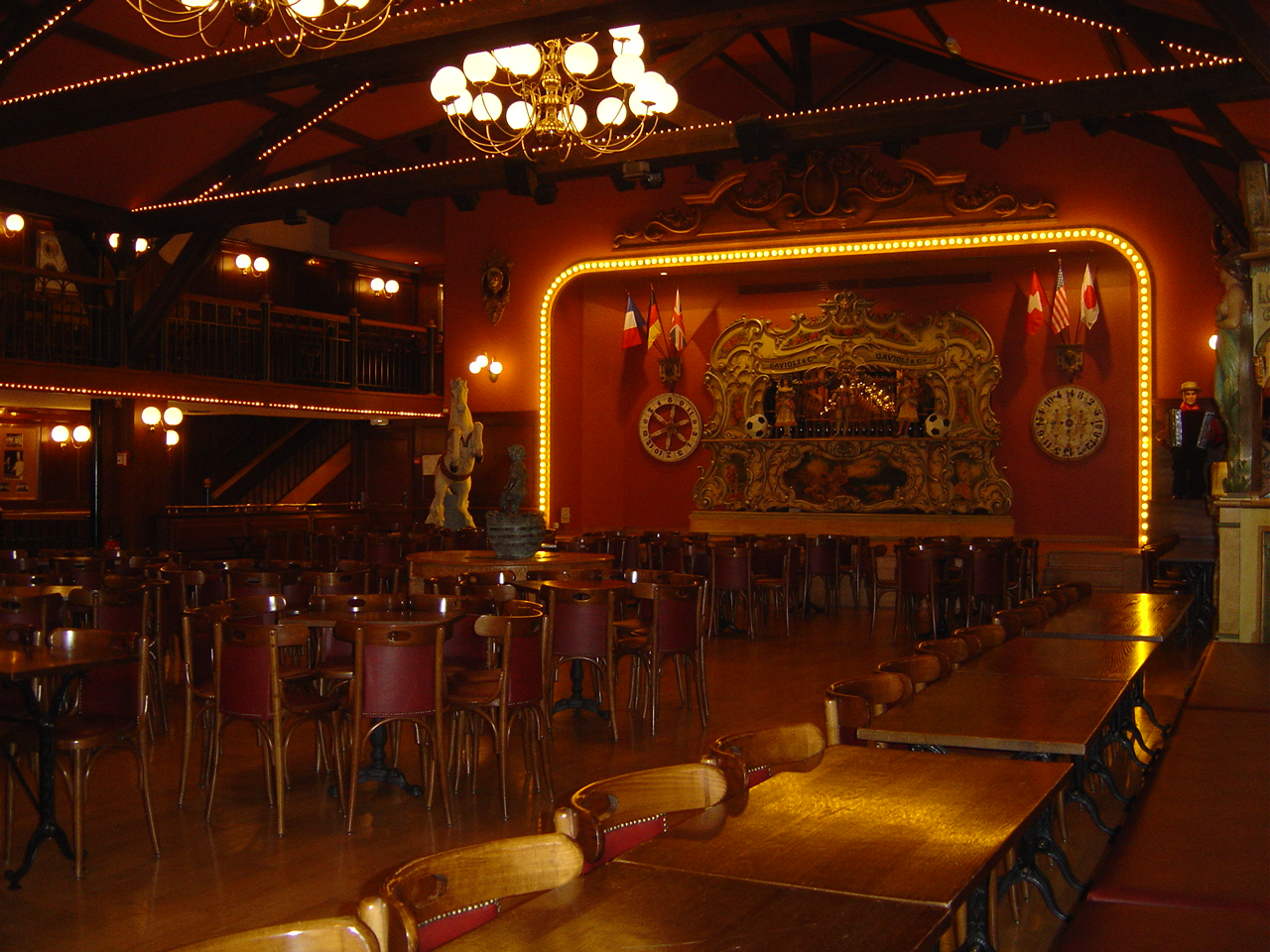
Orchestrion in der Probierstube des Weindorfs
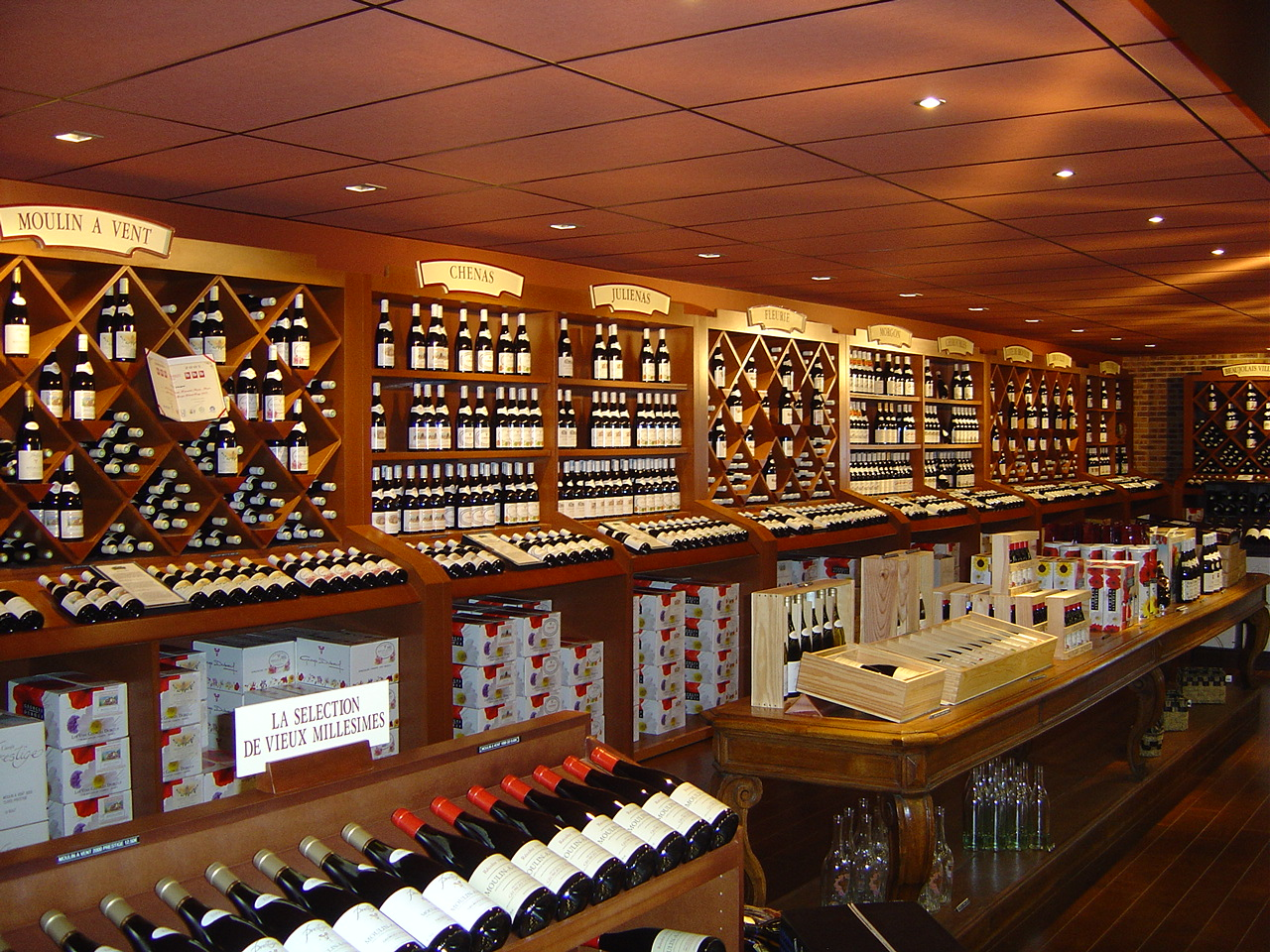
Vinothek im Weindorf mit allen 10 Crus des Beaujolais
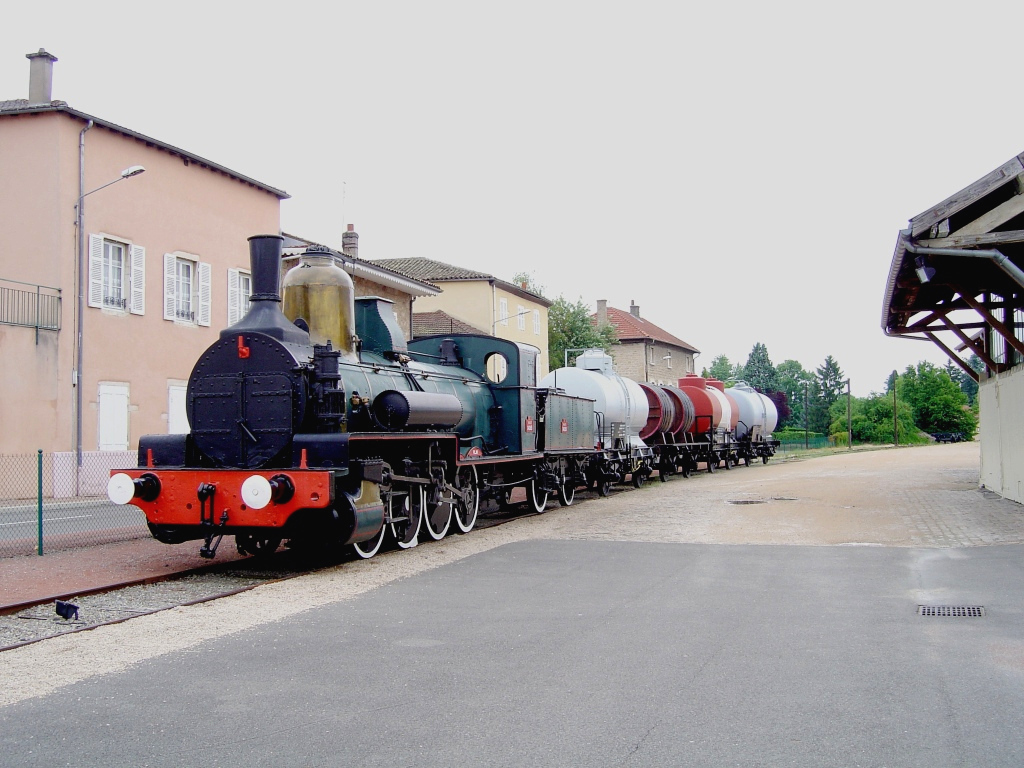
Historischer Weinzug in Romanèche-Thorins

- Musée Guillon: eine ehemalige Zeichenschule für Schreinergesellen. Ihre technische Zeichenkunst war weit über Frankreichs Grenzen hinaus bekannt. Die meisterhaften Zeichnungen können besichtigt werden.

## Partnergemeinde
- Munster im Département Haut-Rhin (Frankreich)